# Verilog
Verilog, Verilog HDL (англ. Verilog Hardware Description Language) — это язык описания аппаратуры, используемый для описания и моделирования электронных систем. Verilog HDL, не следует путать с VHDL (конкурирующий язык), наиболее часто используется в проектировании, верификации и реализации (например, в виде СБИС) аналоговых, цифровых и смешанных электронных систем на различных уровнях абстракции.
Разработчики Verilog сделали его синтаксис очень похожим на синтаксис языка C, что упрощает его освоение. Verilog имеет препроцессор, очень похожий на препроцессор языка C, и основные управляющие конструкции «if», «while» также подобны одноимённым конструкциям языка C. Соглашения по форматированию вывода также очень похожи (см. printf).
Описание аппаратуры, написанное на языке Verilog (как и на других HDL-языках) принято называть программами, но в отличие от общепринятого понятия программы как последовательности инструкций, здесь программа задает структуру системы. Также для языка Verilog не применим термин «выполнение программы».

## Обзор
Существует подмножество инструкций языка Verilog, называемое синтезируемым. Модули, которые написаны на этом подмножестве, называют RTL (англ. register transfer level — Уровень регистровых передач). Они могут быть физически реализованы с использованием САПР синтеза. Данные САПР по определенным алгоритмам преобразуют абстрактный исходный код на Verilog в netlist — логически эквивалентное описание, состоящее из элементарных логических примитивов (например, AND, OR, NOT, триггеры), которые доступны в выбранной технологии производства СБИС или программирования БМК и ПЛИС. Дальнейшая обработка netlist в конечном итоге порождает фотошаблоны для литографии или прошивку для FPGA.

## История

### Создание
Verilog был создан Филом Мурби (Phil Moorby) и Прабху Гоэлем (Prabhu Goel) зимой 1983–1984 годов в фирме Automated Integrated Design Systems (с 1985 года Gateway Design Automation) как язык моделирования аппаратуры. В 1990 году Gateway Design Automation была куплена Cadence Design Systems. Компания Cadence имеет права на логические симуляторы Gateway’s Verilog и Verilog-XL simulator.

### Verilog-95
Во время увеличивающейся популярности языка VHDL, Cadence приняла решение добиться стандартизации языка. Cadence передала Verilog в общественное достояние.  Verilog был послан в IEEE и принят как стандарт IEEE 1364—1995 (часто называемый Verilog-95).

### Verilog 2001
Дополнения к языку Verilog-95 были приняты как IEEE 1364—2001 (или Verilog-2001).
Verilog-2001 является значительно обновленным по сравнению с Verilog-95. Во-первых, он добавил поддержку знаковых переменных (в формате дополнительного кода). Прежде авторам кода приходилось реализовывать знаковые операции с использованием большого количества битовых логических операций.  Та же функциональность на Verilog-2001 описывается встроенными операторами языка: +, -, /, *, >>>  Был улучшен файловый ввод-вывод. Для улучшения читаемости кодов был немного изменен синтаксис, например always @*, переопределение именованных параметров, объявление заголовков функций, задач и модулей в стиле Си.
Verilog-2001 является самым часто используемым диалектом языка и поддерживается в большинстве коммерческих САПР для электроники (см. EDA).

### Verilog 2005
Verilog 2005 (стандарт IEEE 1364—2005) добавил небольшие исправления, уточнения спецификаций и несколько новых синтаксических конструкций, например, ключевое слово uwire.
Отдельная от стандарта часть, Verilog-AMS, позволяет моделировать аналоговые и аналого-цифровые устройства.

### SystemVerilog
SystemVerilog является надмножеством Verilog-2005, с многими новыми возможностями для верификации и моделирования разработок.

## Пример
Программа Hello, world! (не является синтезируемой)
```
module
 
main
;

  
initial
 

    
begin

      
$display
(
"Hello world!"
);

      
$finish
;

    
end

endmodule

```

Verilog 2001 описание: два простых последовательно соединённых триггера:
```
module
 
toplevel

(
input
 
clock
,

 
input
 
reset
,

 
input
 
d
,

 
output
 
reg
 
flop2

);

 

 
reg
 
flop1
;

 
always
 
@
 
(
posedge
 
reset
,
 
posedge
 
clock
)

 
if
 
(
reset
)

   
{
flop1
,
flop2
}
 
<=
 
2
'b00
;

 
else

   
begin

     
flop1
 
<=
 
d
;

     
flop2
 
<=
 
flop1
;

   
end

endmodule
 
//toplevel

```

## Стандарты
- IEEE Std 1364-1995 - первый стандарт
- IEEE Std 1364—2001 — стандарт на Verilog 2001
- IEEE 1364-2005 - обновленный стандарт
- IEEE 1800-2005, IEEE 1800-2012] - IEEE Standard for SystemVerilog
- IEEE P1364 — рабочая группа 1364 — бывший разработчик Verilog.
- IEEE P1800 — рабочая группа 1800 — разработчик SystemVerilog и преемник рабочей группы 1364.

## Конструкции языка

### Типы данных
Verilog содержит два базовых типа данных: wire и reg. Оба эти типа могут принимать 4 возможныe значения при симуляции Verilog программы:
- 0
- 1
- Х — «неизвестное значение». Это значение используется только для симуляции, в реальной аппаратуре будет 0 или 1.
- Z — «состояние высокого сопротивления», то есть отсутствие сигнала.

Тип wire используется для описания цепей, reg для регистров и переменных. Оба эти типа могут также быть использованы при описании многобитовых данных:
```
wire
 
w1
;

wire
[
31
:
0
]
 
bus
;
 
// 32-битовая шина

reg
 
r1
;

reg
[
7
:
0
]
 
bitvector
;
 
// 8-битовый регистр

```

Переменные типа reg имеют начальное значение 'X'. Цепи передают значения между регистрами. Если цепь не присоединена ни к какому регистру, она будет иметь значение 'Z'.
Verilog также содержит массивы, которые позволяют моделировать память:
```
reg
[
31
:
0
]
 
memory
[
0
:
1023
];
 
// 1024 словa памяти, каждое слово содержит 32 бита.

```

Кроме этого, Verilog содержит еще следующие типы данных:
- integer — то же самое, что «reg[31:0]», при этом в операциях учитывается знак (старший бит)
- real
- time
- realtime

### Initial и Always
Verilog содержит два вида блоков, которые могут производить вычисления: «initial»-блок и «always»-блок.
«initial»-блок определяет, какие действия должны быть сделаны при старте программы. Этот блок не является синтезируемым и обычно используется для тестирования. Например:
```
module
 
testbench
;

  
reg
 
clock
;

  
reg
[
31
:
0
]
 
in1
,
 
in2
;

  
reg
[
63
:
0
]
 
out
;

  
// Тестируемый модуль

  
multiplier
 
mult
(
clock
,
 
in1
,
 
in2
,
 
out
);

initial
 
begin

  
// Тестовые данные.

  
in1
 
=
 
4
;

  
in2
 
=
 
20
;

  
// Подождать, пока результат будет готов.

  
#
10
;

  
// Вывести результат вычислений.

  
$display
(
"result=%d"
,
 
out
);

  
$finish
();

end
 

endmodule

```

Программа может содержать несколько «initial»-блоков, все они исполняются параллельно.

### Операторы
| Тип            | Символы   | Выполняемая операция                        |
| -------------- | --------- | ------------------------------------------- |
| Побитовые      | ~         | Инверсия                                    |
| Побитовые      | &         | Побитовое AND                               |
| Побитовые      | \|        | Побитовое OR                                |
| Побитовые      | ^         | Побитовое XOR                               |
| Побитовые      | ~^ или ^~ | Побитовое XNOR (EQU)                        |
| Логические     | !         | NOT                                         |
| Логические     | &&        | AND                                         |
| Логические     | \|\|      | OR                                          |
| Редукция       | &         | Редуцированное AND                          |
| Редукция       | ~&        | Редуцированное NAND                         |
| Редукция       | \|        | Редуцированное OR                           |
| Редукция       | ~\|       | Редуцированное NOR                          |
| Редукция       | ^         | Редуцированное XOR                          |
| Редукция       | ~^ или ^~ | Редуцированное XNOR                         |
| Арифметические | +         | Сложение                                    |
| Арифметические | -         | Вычитание                                   |
| Арифметические | -         | 2’s complement                              |
| Арифметические | *         | Умножение                                   |
| Арифметические | /         | Деление                                     |
| Арифметические | **        | Экспонента (*Verilog-2001)                  |
| Отношение      | >         | Больше                                      |
| Отношение      | <         | Меньше                                      |
| Отношение      | >=        | Больше либо равно                           |
| Отношение      | <=        | Меньше либо равно                           |
| Отношение      | ==        | Логическое равенство                        |
| Отношение      | !=        | Логическое неравно                          |
| Отношение      | ===       | 4-state логическое равенство                |
| Отношение      | !==       | 4-state логическое неравно                  |
| Сдвиг          | >>        | Логический сдвиг вправо                     |
| Сдвиг          | <<        | Логический сдвиг влево                      |
| Сдвиг          | >>>       | Арифметический сдвиг вправо (*Verilog-2001) |
| Сдвиг          | <<<       | Арифметический сдвиг влево (*Verilog-2001)  |
| Сцепление      | { , }     | Сцепление                                   |
| Копирование    | {n{m}}    | Копирует m значение n раз                   |
| Условие        | ? :       | Условие                                     |

## Открытое аппаратное обеспечение, использующее Verilog
На языке Verilog созданы описания открытых микропроцессоров OpenSPARC T1, T2, S1 Core и OpenRISC. Их исходный код доступен под лицензиями LGPL и GPL.

## Список приложений, поддерживающих Verilog
- Quartus II — среда моделирования и отладки; работает, как минимум, под Windows.

- Icarus Verilog — open source — приложение для моделирования и синтеза. Работает под Linux, Windows, Mac OS X, FreeBSD и др. страница проекта
- VCS — среда моделирования и отладки; работает как под Unix, так и под Windows.
- LogicSim — среда моделирования и отладки, работает под Windows.
- Incisive HDL — среда моделирования и отладки; работает как под Unix, так и под Windows.
- ModelSim — среда моделирования и отладки; работает как под Unix, так и под Windows.
- Veritak — редактор, интегрированный компилятор/симулятор, транслятор с VHDL в Verilog, работает под управлением Windows.
- Verilator — open-source высокопроизводительный компилятор Verilog.
- Verilog-Perl — набор Perl-модулей для предобработки и построения других инструментов.
- vmodel — open-source средство для моделирования Verilog в MATLAB, основанное на Verilator.
- Verilog for DMS — набор инструментов для реализации произвольных методов анализа и преобразования в Verilog.
- VSPCompiler — инструмент для компилирования синтезируемого RTL-описания в C/C++/SystemC библиотеку.
- VTOC — инструмент для компилирования синтезируемого RTL-описания в C++/SystemC библиотеку.
- Wave VCD Viewer — программа для просмотра VCD-файлов. Verilog-симулятор может порождать VCD-файл, содержащий результаты моделирования. Wave VCD Viewer позволяет разработчику видеть результаты моделирования в виде временных диаграмм. Программа работает под управлением Windows.
- GTKWave — open-source программа для просмотра временных диаграмм, которая среди прочего позволяет просматривать VCD-файлы.
- Design and Verification Tools (DVT) — IDE для SystemVerilog, Verilog, и VHDL на основе Eclipse.
- TkGate — средство моделирования и симуляции, основанное на Verilog.

### Схожие языки
- VHDL
- SystemC
- SystemVerilog
- OpenVera
- Specman E
- JHDL